# Хемлата
Хемлата (англ. Hemlata, хинди हेमलता; 16 августа 1954, Хайдарабад, Индия) — индийская певица, исполняющая песни в жанре индийской классической музыки, бхаджана. Одна из самых известных закадровых исполнительниц в Болливуде. Пик её карьеры пришёлся на конец 1970-х годов. Записала более 5000 песен, которые исполняла на 38 языках коренных народов Индии и иностранных языках. С 1977 по 1981 год ежегодно выдвигалась на премию Filmfare Awards в номинации «Лучший женский закадровый вокал». Победила в 1977 году за исполнение песни «Tu Jo Mere Sur Mein» композитора Равиндры Джайна, в дуэте с К. Дж. Йесудасом, в фильме «Похититель сердца».

## Биография
Лата Бхатт родилась в Хайдарабаде 16 августа 1954 года. Она происходит из семьи марварийских брахманов. Её дед Зоравар Бхатт был гуру и духовным наставником махараджи Раджастхана. Позднее он переехал в Калькутту, где прошло детство будущей певицы. Её отец Пандит Джайханд Бхатт был известным певцом, музыкантом и педагогом в области классической и народной музыки. Несмотря на это, он не поощрял дочь к занятию музыкой. Лата Бхатт пела тайно. Когда ей было семь лет, её пение случайно услышал ученик отца Гопал Малик, убедивший учителя позволить дочери выступать на сцене. Чтобы дочь смогла профессионально заниматься вокалом, в конце 1966 года родители переехали с ней в Бомбей.
В Бомбее, в возрасте тринадцати лет, под псевдонимом Хемлата, она начала сотрудничать с Болливудом. Свой первый контракт на закадровое пение сроком на пять лет она заключила с музыкальным продюсером Наушадом Али, который был впечатлён пением девочки. Свой первый концерт она дала в 1967 году уже с другим музыкальным продюсером Рошанлалом Награтхом и в том же году записала свою первую песню «Tu Khamosh Main Purjosh» для фильма «Roop Rupaiya».
С этого времени карьера певицы развивалась по нарастающей. Пик пришёлся на конец 1970-х годов, когда в 1977 году за исполнение песни «Tu Jo Mere Sur Mein» композитора Равиндры Джайна, в дуэте с К. Дж. Йесудасом, в фильме «Похититель сердца» Хемлата получила премию Filmfare Awards в номинации «Лучший женский закадровый вокал».
Хемлата замужем за индийским актером Йогешем Бали, от которого имеет единственного сына Адитью Бали. В настоящее время активно занимается благотворительностью в Индии и за рубежом. Хемлата основала в Голливуде музыкальное учебное заведение, где студентов обучают индийской классической музыке и пению. В 1999 году она стала единственным исполнителем Болливуда, который был выбран мировым сообществом сикхов, правительством Пенджаба и советом Акал Тахта храмовой певицей во время празднования 300-летия основания сикхой Хальсы.

## Видеозаписи
- Hemlata Songs Collection  (хинди)